# Острово (озеро)
Острово (мак. Острово) — природне прибережне джерельне озеро біля Охридського озера та монастиря Святого Наума, яке являє собою джерело річки Чорний Дрин.

## Особливості
Озеро Острово розташоване вздовж південного краю Охридського озера, в безпосередній близькості від монастиря святого Наума. Це озеро відноситься до типу лагун, яке виділяється в особливий підтип прибережних джерельних озер.  Озеро утворилося шляхом зниження рівня Охридського озера, в результаті чого колишня затока під дією хвиль поступово була закрита береговим валом шириною близько 10 м. Довжина озера 220 м, ширина 140 м, найбільша глибина 3,5 м. Між озером Острово і Охридським озером протікає короткий поверхневий водотік довжиною 12 м. Живиться водою з джерел св. Наума (його в народі називають Джерела Чорного Дрину), тобто з 18 прибережних і 30 приозерних (підводних) джерел, сумарний максимальний дебіт яких становить 11 м3/с. В озері є два острови, з яких менший використовується як ресторан, а більший повністю зарослий лісом. Ймовірно, через ці острови він і отримав назву Острово. У серпні 2004 року температура води на прибережних джерелах коливалася в межах 10,7-11,5 °C, а рН коливався в межах 6,9-7,1, переважно 7,0. Температура води в центральній частині 11,6 °C, рН 7,0, а на виході з озера температура води 11,8 °C, а значення pH 7,2. Озеро Острово поводиться як крипто-западина по відношенню до Охридського озера, тому що його рівень вищий за рівень Охридського озера в середньому на 0,56 м, а його дно в середньому на 2,94 м нижче рівня води в Охридському озері.
Раніше зроблено багато спроб визначити походження води в джерелах Святого Наума. Припущення полягало в тому, що вони походять з вод Преспанського озера, яке приблизно на 160 м вище за Охридське озеро, яке занурюється в карстові, вапнякові масиви Галичиці в Малій Преспі в кількох місцях (Завір, Врагодупка тощо), тому й намагалися це довести, кидаючи фарбу в воронки.  Нарешті, на початку 80-х років 20 століття із застосуванням природних ізотопів було доведено, що участь Преспанського озера у водах джерел Св. Наума близько 42 % і становить 25 % загальної дренованої води Преспанського озера, яка протікає через вапнякові масиви Галичиці. Озеро Острово є суворо охоронюваною зоною в межах Галичицького національного парку.

## Галерея

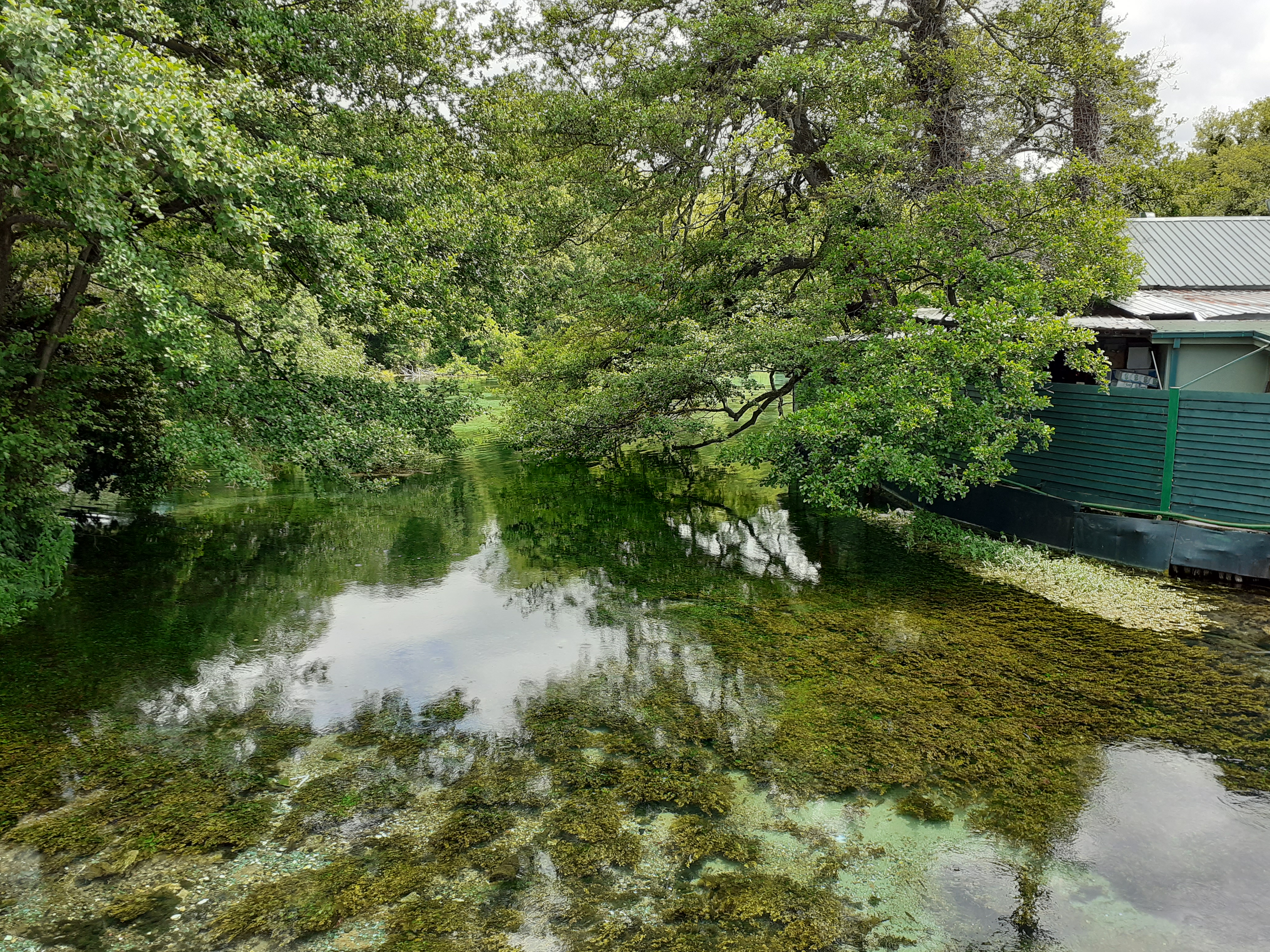
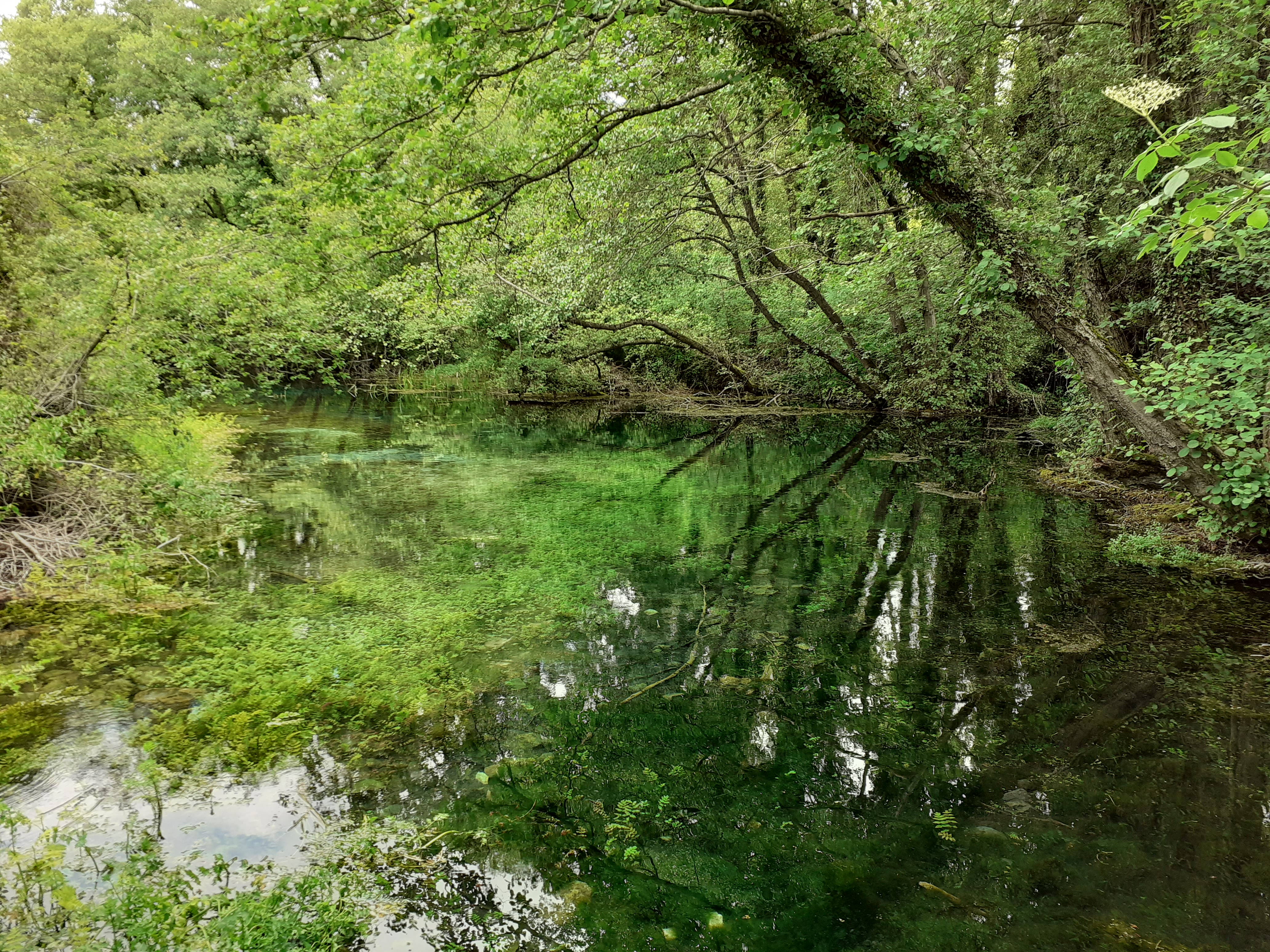
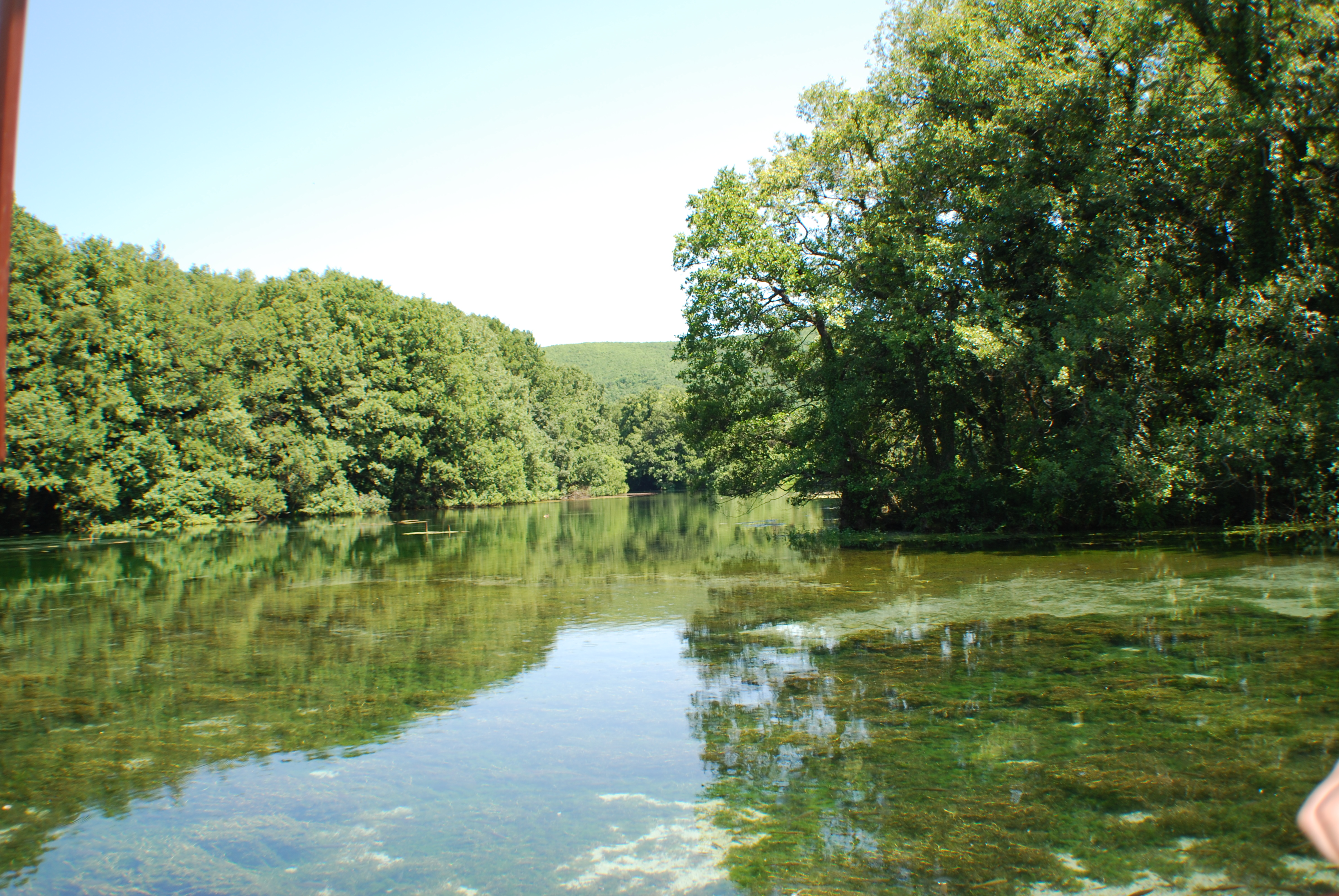
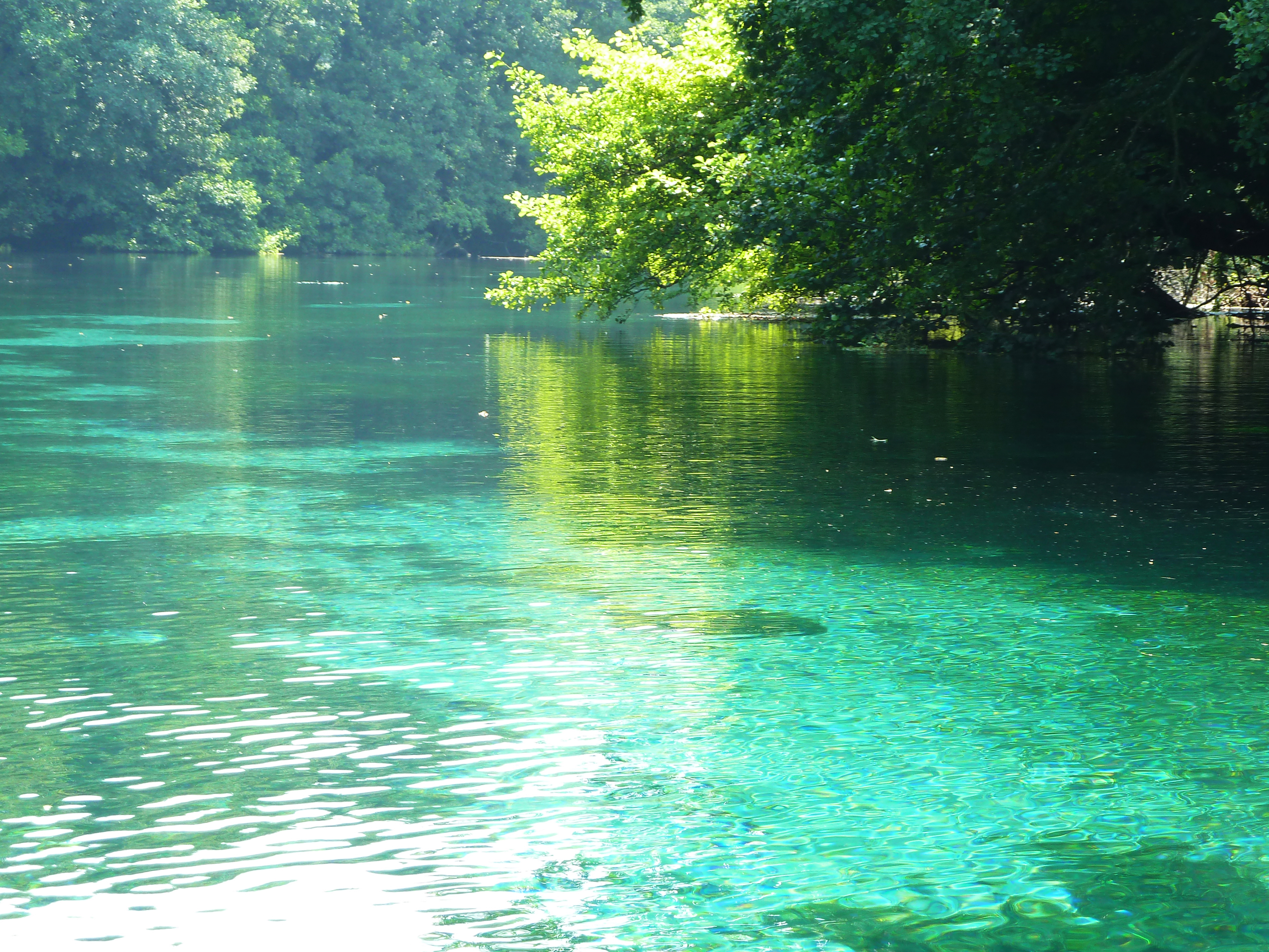
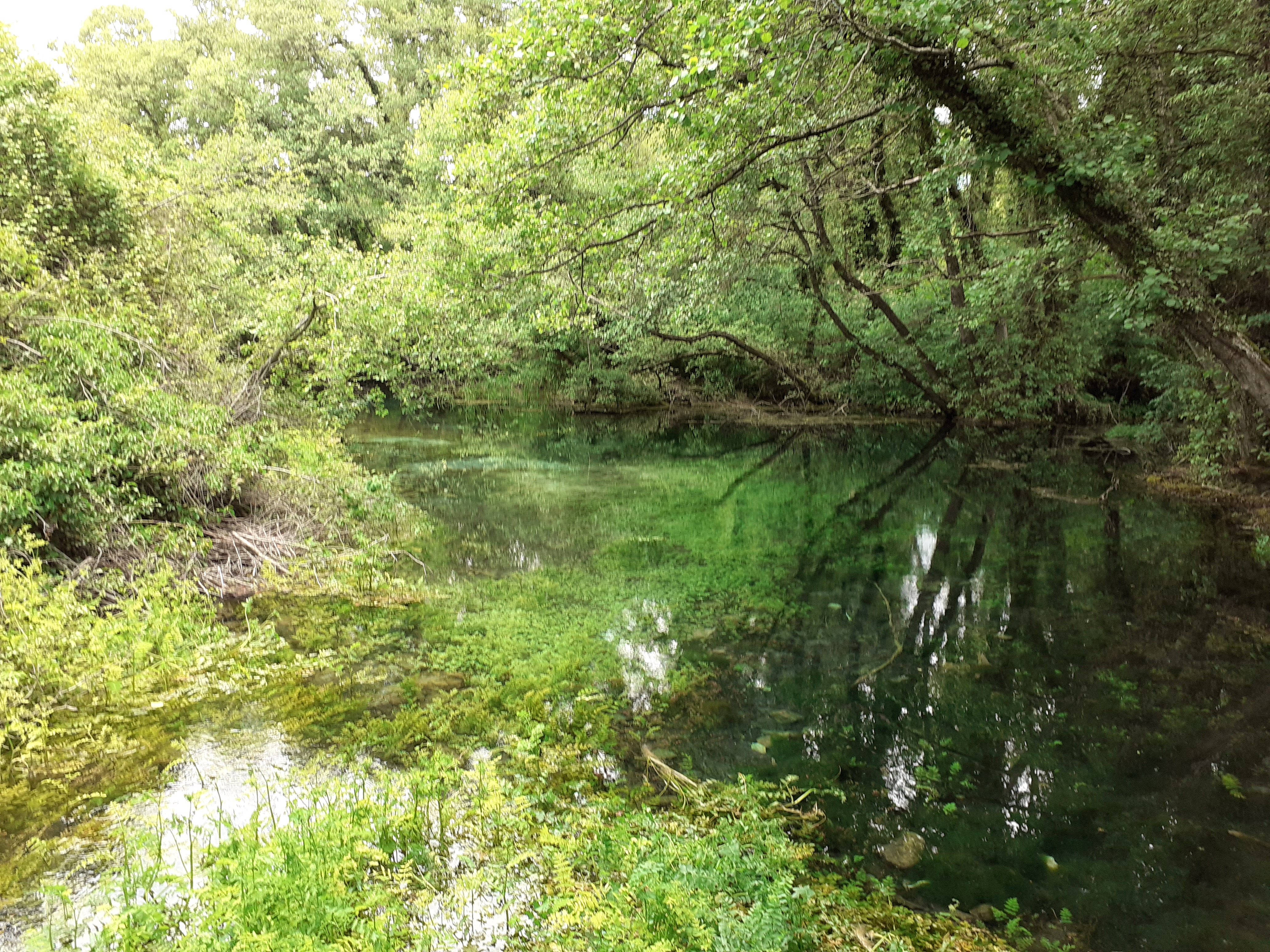